# Климент Александрійський
Климент Александрійський (грец. Κλήμης ὁ Ἀλεξανδρεύς, лат. Clemens Alexandrinus, Titus Flavius Clemens, Тит Флавій Климент; бл. 150, імовірно, Афіни — бл. 215, Палестина) — християнський апологет і проповідник Святого Письма серед елліністичних книжників, основоположник Александрійської богословської школи, яку очолював до Оригена.

## Біографія
Судячи з повного імені, Климент народився в родині римських громадян (за свідченням Єпіфанія — в Афінах). Прізвище «Флавій» дає змогу припустити, що його предки, подібно до Йосипа Флавія, були учасниками антиримського повстання в Юдеї, потрапили в полон, але їх помилував імператор Тит. В зв'язку з цим вони прийняли родинне ім'я Тита на знак свого другого народження.
Досягнувши повноліття, Климент подорожував Середземномор'ям, вивчаючи й випробовуючи різні духовні традиції. За переданням Євсевія, в Александрії Климент став слухачем лекцій Панта, новонаверненого християнина і глави знаменитого Оголошувального училища, звідки випускалися місіонери, котрі навернули до Христової віри багато народів від Ірландії до Ефіопії. Тут він став християнським апологетом, прийняв духовний сан і написав багато робіт, зокрема значну частину «Стромат». З одного боку, він полемізував з ученням гностиків, з іншого — з тими християнами, які з великою підозрою сприймали «інтелектуалізоване християнство», збагачене поняттями язичницької філософії.
202 року Імператор Септимій Север почав гоніння на християн. Оголошувальне училище закрили, а Климент був змушений залишити Александрію, де його місце незабаром посів молодий Ориген. Він дістався Палестини, де знайшов захист і заступництво у свого учня Александра Єрусалимського. Там він і помер. Завдяки близькості до Оригена Климент не був канонізований у православній традиції; католицька ж церква вшановувала його як святого 1586 року.

## Вчення

Opera omnia, 1715

Климент обґрунтовував необхідність філософії для церкви. Він писав, що сам Бог дарував еллінам філософію як інструмент богопізнання. Для еллінів філософія була альтернативою Мойсеєвого закону і пророчого натхнення стародавніх юдеїв. Пророцтва та філософствування нерівнозначні, хоча взаємно доповнюють один одного: вони готують душу до істини, до пізнання Логосу. Іншими словами, філософія необхідна як інтелектуальний захист божественного одкровення. Климент рішуче розкритикував погляди тих, хто вважав, ніби філософія — це пусте мирське мудрування, від якої лише єресі та сум'яття в душах. Елліни без будь-якого Одкровення усвідомили буття єдиного Бога — Першопричину й Межу Всесвіту, адже Бог — це єдине джерело знання.
Климент першим чітко схарактеризував проблему співвідношення між вірою та розумом як шлях подолання античного скептицизму. Віра — це безпосереднє сприйняття знання. Це те, чим ми сприймаємо передумови силогізму, однак це не лише самоочевидність або інтуїція. Віра — це акт вибору, акт конструювання власної установки свідомості, за яку людина несе відповідальність. За допомогою віри людина здатна моделювати майбутню ситуацію, що дає змогу убезпечитися від багатьох неприємностей. Інтенсифікація віри дає надію, завдяки якій Климент доводив перевагу релігійного життя. Язичники вірять у багатьох богів, які перебувають між собою в стані перманентного конфлікту. Усім богам не догодиш, тому в язичника зароджуються фобії. Він не знає, звідки йому загрожує небезпека. Життя атеїстів також сповнене неприємностей, оскільки вони не чекають щедрот від Господа. Тільки релігійна людина розуміє, що за зовнішнім хаосом явищ стоїть трансцендентна особистість, яка подарувала нам буття, що життя на землі – це лише приготування до життя вічного, що сенс життя в потойбічному існуванні, яке є межею блаженства. Маючи таку установку, можна легко подолати всі випробування потойбічного життя.
Услід за Філоном Александрійським Климент визначив Бога від супротивного, тобто за допомогою заперечень. Мета вірянина полягає в пізнанні Бога — в «Гносис», тобто знанні містичному й духовному. Він протиставляє це найвище розуміння Бога тому знанню морально-юридичному, наслідуванню букві Біблії, яким задовольняється більша частина християн.
Климент увів до богослов'я поняття «граду небесного» і «граду земного», які згодом розвинув блаженний Августин. Поділяв думку Августина і щодо припустимості повстання проти несправедливого й безбожного уряду (яким було, наприклад, повстання юдеїв проти фараона).
Климент не поділяв панівного серед ранніх християн погляду про гріховність матеріального багатства, заможності. На його думку, заможність сама по собі ніяк не впливає на спасіння душі, адже матеріальним майном можна розпорядитися і гарно, і погано. «Писання вимагає від нас не відмови від власності, але відмови від надмірної прихильності до власності».
Климент Александрійський засуджував релігійне (поганське) мистецтво за те, що воно заохочувало людей поклонятися творінню замість Творця.
Климент виступає за рівність статей на тій підставі, що порятунок поширюється на всіх людей в рівній мірі. Незвично те, що він припускав, що Христос не є ні жінкою, ні чоловіком, і що Бог-Отець має як жіночий, так і чоловічий аспекти: євхаристія описується як молоко з грудей Отця. Климент підтримує жінок, які грають активну роль в керівництві церквою, і наводить список жінок, яких він вважав натхненницями, серед яких є, як біблійні особистості, так і персонажі грецької літератури. Було висловлено припущення, що прогресивні погляди Климента на гендер, викладені в «педагог», зазнали впливу гностицизму, однак пізніше в своїй роботі він виступає проти гностиків, стверджуючи, що для порятунку потрібна віра, а не езотеричне знання (др. грец. γνῶσις). Згідно Клименту, саме через віру в Христа людина просвічується і приходить до пізнання Бога.
Климент засуджує косметику на тій підставі, що потрібно прагнути прикрасити душу, а не тіло. Климент також вважає, що фарбування чоловічого волосся і чоловіча депіляція жінкоподібні. Він радить ретельно вибирати собі компанію, щоб не бути зіпсованим аморальними людьми, і, стверджуючи, що матеріальне багатство не є гріхом саме по собі, при цьому вчить, що володінням їм занадто часто відволікає людину від набагато більш важливого духовного багатства, яке знаходиться у Христі.

### Про церковну музику
«До неприборканості зараховую я і слухання гри на флейті, яке доводить до повного сп'яніння … Хто зловживає грою на сопілках, на струнних інструментах, хто бере участь у хороводах, танцях … той скоро дійде і до великих непристойностей і розбещеності, перейде до шуму на цимбалах, тимпанів, почне шаленіти на інструментах мрійливого культу… Тому дамо дудки пастухам, флейти — людям забобонним, вони поспішають на богослужіння ідольське; бажаємо ми цілковитого вигнання цих інструментів з наших тверезих громадських бенкетів; вони пристойні радше для худоби, ніж для людей; нехай користуються ними дурні. Чув я, що мисливці грою на дудках зачаровують оленів і заманюють їх у тенета; віслюкам, коли їх приводять до кобилиць, теж підіграють на флейті шлюбних пісень; музиканти з її мотивів склали навіть особливу п'єсу… Звуки хроматичні й жалібні мотиви карійської музи настільки ж згубні для моралі, як і різні отруйні напої: така музика при своїй розбещеності та неподобстві лише роздмухує схильність до безладних бенкетів …»